# Lisa Whybourn
Lisa Whybourn (11 mei 1991) is een tennisspeelster uit Groot-Brittannië.
Ze begon op achtjarige leeftijd met het spelen van tennis. 
In 2013 kwam ze voor het eerst uit op een grand-slam door samen met Nicola Slater via een wild-card te spelen in het damesdubbeltoernooi van Wimbledon.